# Saint-Julien-en-Saint-Alban
Pour les articles homonymes, voir Saint-Julien.

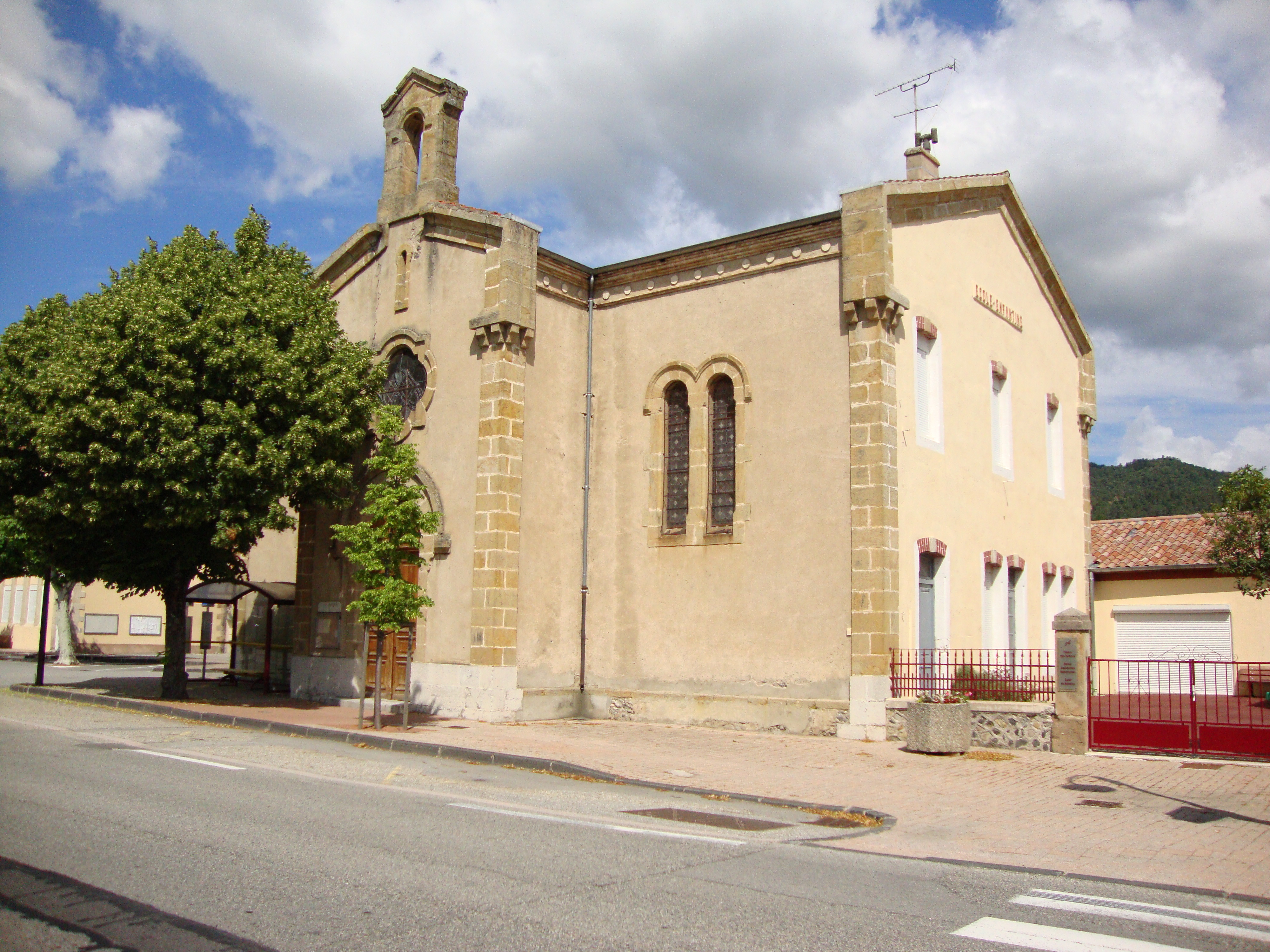
Temple-école.

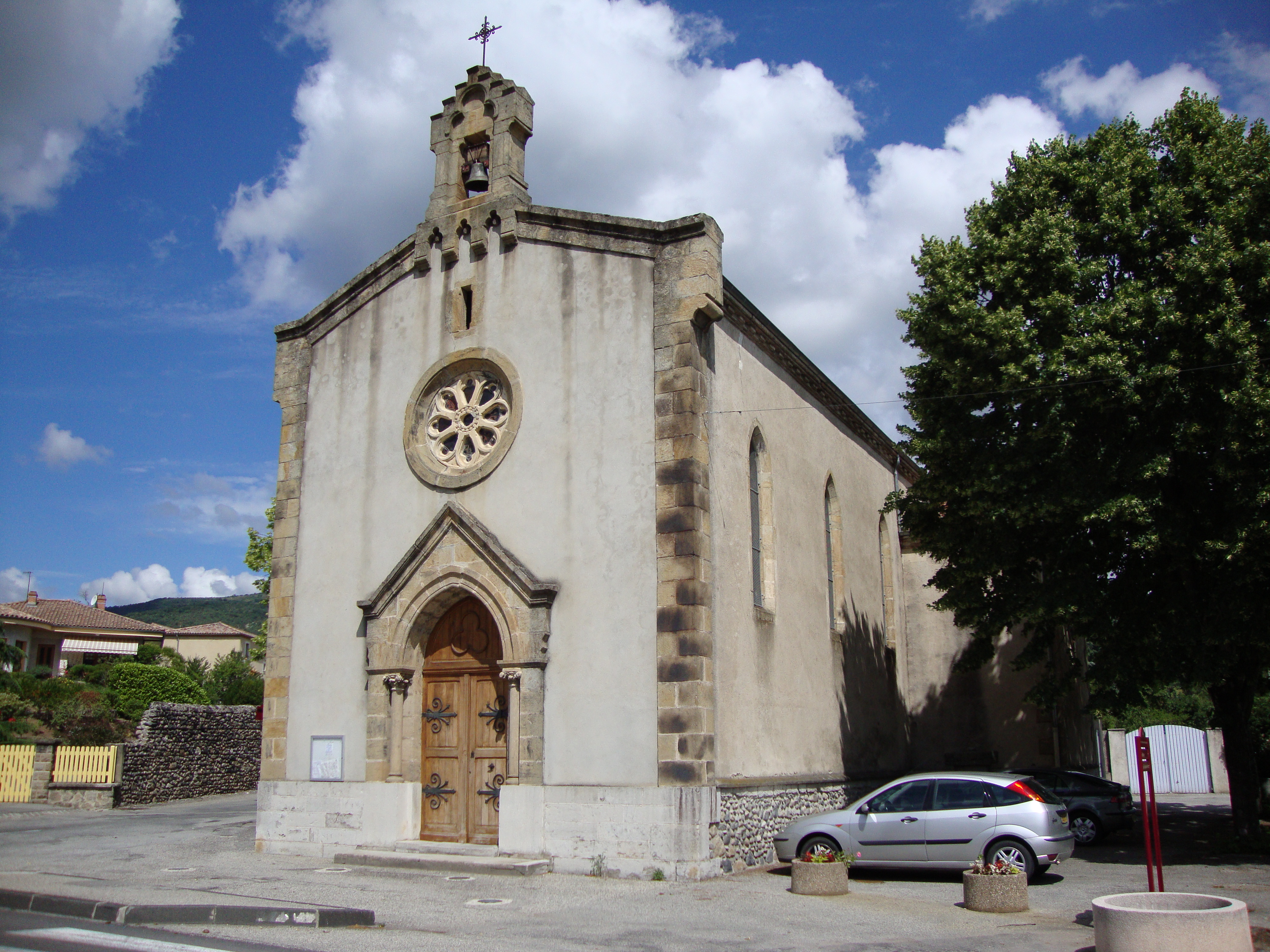
Église catholique.

Saint-Julien-en-Saint-Alban est une commune française, située dans le département de l'Ardèche en région Auvergne-Rhône-Alpes.
Les habitants sont appelés les Julbansainois et les Julbansainoises.

## Géographie

### Communes limitrophes
Saint-Julien-en-Saint-Alban est entourée de sept communes, toutes situées dans le département de l'Ardèche, à savoir : 

### Climat
Pour des articles plus généraux, voir Climat d'Auvergne-Rhône-Alpes et Climat de l'Ardèche.
En 2010, le climat de la commune est de type climat méditerranéen altéré, selon une étude du CNRS s'appuyant sur une série de données couvrant la période 1971-2000. En 2020, Météo-France publie une typologie des climats de la France métropolitaine dans laquelle la commune est exposée à un climat méditerranéen et est dans une zone de transition entre les régions climatiques « Moyenne vallée du Rhône » et « Provence, Languedoc-Roussillon ».
Pour la période 1971-2000, la température annuelle moyenne est de 13 °C, avec une amplitude thermique annuelle de 17,4 °C. Le cumul annuel moyen de précipitations est de 1 125 mm, avec 6,6 jours de précipitations en janvier et 4,8 jours en juillet. Pour la période 1991-2020, la température moyenne annuelle observée sur la station météorologique de Météo-France la plus proche, « Chomérac Sa_rce », sur la commune de Chomérac à 6 km à vol d'oiseau, est de 13,2 °C et le cumul annuel moyen de précipitations est de 1 104,9 mm,. Pour l'avenir, les paramètres climatiques de la commune estimés pour 2050 selon différents scénarios d'émission de gaz à effet de serre sont consultables sur un site dédié publié par Météo-France en novembre 2022.

### Voies de communication
Le territoire communal est traversé par l'ancienne RN 104, reclassé en RD 104 par application du décret du 5 décembre 2005. Cette route relie la commune à celle du  Pouzin et d'Aubenas.

### Lieux-dits, hameaux et écarts
Principaux hameaux : le Travers des  Celliers, sur l'autre rive de l'Ouvèze ; le Coin ; les Cheynes ; Chaliac ; l'Hôpital ; Champeyrache ; Goudy.

## Urbanisme

### Typologie
Au 1er janvier 2024, Saint-Julien-en-Saint-Alban est catégorisée bourg rural, selon la nouvelle grille communale de densité à 7 niveaux définie par l'Insee en 2022.
Elle appartient à l'unité urbaine de Saint-Julien-en-Saint-Alban, une agglomération intra-départementale dont elle est ville-centre,. Par ailleurs la commune fait partie de l'aire d'attraction de Privas, dont elle est une commune de la couronne,. Cette aire, qui regroupe 24 communes, est catégorisée dans les aires de moins de 50 000 habitants,.

### Occupation des sols
L'occupation des sols de la commune, telle qu'elle ressort de la base de données européenne d’occupation biophysique des sols Corine Land Cover (CLC), est marquée par l'importance des forêts et milieux semi-naturels (69,5 % en 2018), en diminution par rapport à 1990 (71,5 %). La répartition détaillée en 2018 est la suivante : 
forêts (51,3 %), milieux à végétation arbustive et/ou herbacée (18,2 %), zones agricoles hétérogènes (15,1 %), zones urbanisées (11,4 %), cultures permanentes (3,1 %), prairies (0,8 %).
L'évolution de l’occupation des sols de la commune et de ses infrastructures peut être observée sur les différentes représentations cartographiques du territoire : la carte de Cassini (XVIIIe siècle), la carte d'état-major (1820-1866) et les cartes ou photos aériennes de l'IGN pour la période actuelle (1950 à aujourd'hui).

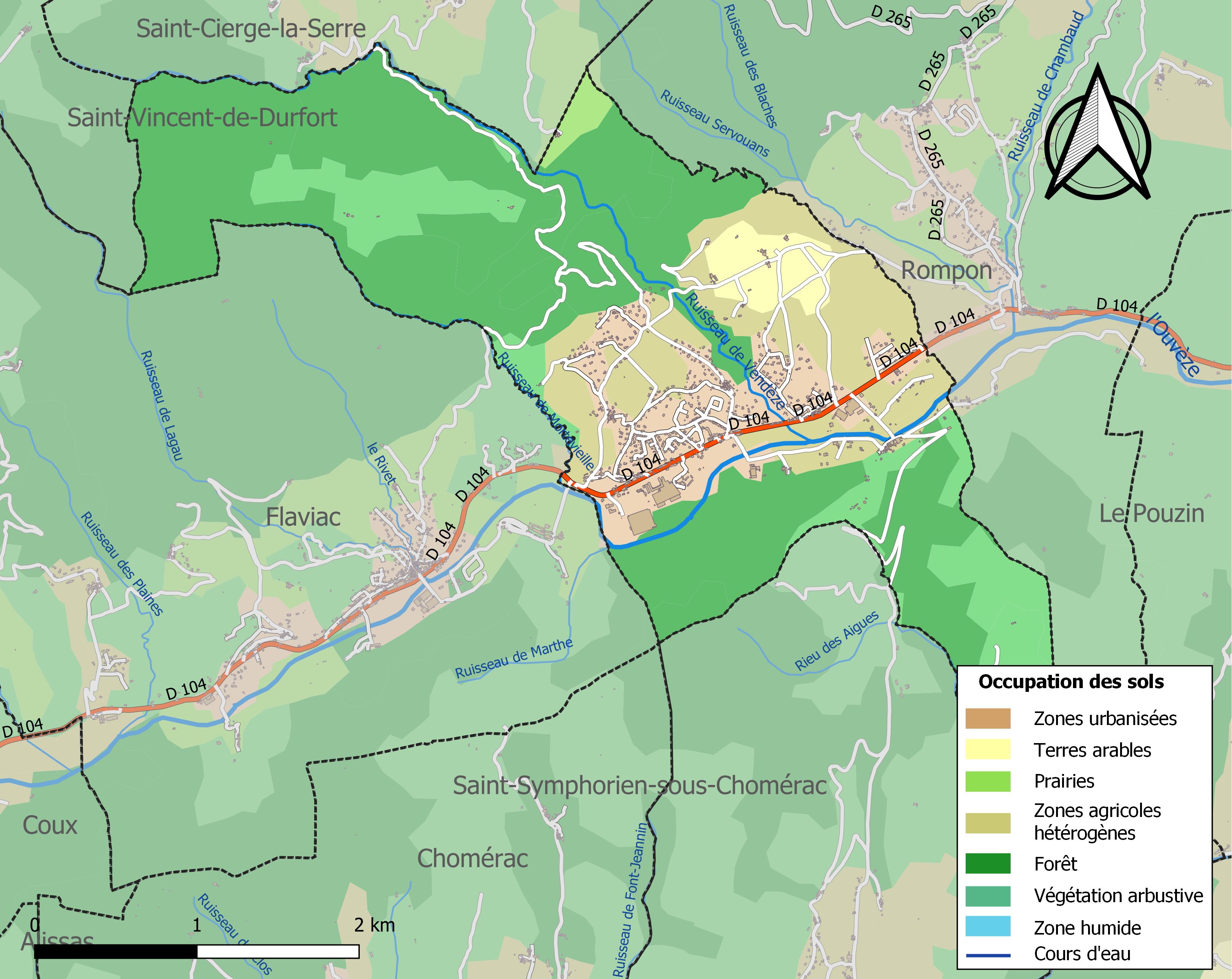
Carte des infrastructures et de l'occupation des sols de la commune en 2018 (CLC).

### Risques naturels et technologiques

#### Risques sismiques
L'ensemble du territoire de la commune de Saint-Julien-en-Saint-Alban est situé en zone de sismicité no 3, dite « modérée » (sur une échelle de 1 à 5), comme la plupart des communes situées dans la vallée du Rhône, mais non loin de la limite orientale de la zone no 2, dite « faible » qui correspond au plateau ardéchois.
| Type de zone | Niveau            | Définitions (bâtiment à risque normal) |
| ------------ | ----------------- | -------------------------------------- |
| Zone 3       | Sismicité modérée | accélération = 1,1 m/s2                |

## Politique et administration

### Liste des maires
| Période                                  | Période                   | Identité              | Étiquette | Qualité           |
| ---------------------------------------- | ------------------------- | --------------------- | --------- | ----------------- |
| Les données manquantes sont à compléter. |                           |                       |           |                   |
| mars 2001                                | mars 2008                 | Christian Vercasson   |           |                   |
| mars 2008                                | mars 2014                 | Bernadette Chastagner |           |                   |
| mars 2014                                | En cours (au 6 août 2020) | Julien Fougeirol,     | DVG       | Chef d'entreprise |

## Population et société

### Démographie
L'évolution du nombre d'habitants est connue à travers les recensements de la population effectués dans la commune depuis 1793. Pour les communes de moins de 10 000 habitants, une enquête de recensement portant sur toute la population est réalisée tous les cinq ans, les populations de référence des années intermédiaires étant quant à elles estimées par interpolation ou extrapolation. Pour la commune, le premier recensement exhaustif entrant dans le cadre du nouveau dispositif a été réalisé en 2005.

En 2022, la commune comptait 1 464 habitants, en évolution de −2,85 % par rapport à 2016 (Ardèche : +2,48 %, France hors Mayotte : +2,11 %).
| 1793 | 1800 | 1806 | 1821 | 1831 | 1836 | 1841 | 1846 | 1851 |
| ---- | ---- | ---- | ---- | ---- | ---- | ---- | ---- | ---- |
| 212  | 313  | 297  | 489  | 620  | 615  | 670  | 667  | 716  |

| 1856 | 1861 | 1866 | 1872 | 1876 | 1881 | 1886 | 1891 | 1896 |
| ---- | ---- | ---- | ---- | ---- | ---- | ---- | ---- | ---- |
| 763  | 783  | 803  | 969  | 820  | 719  | 752  | 781  | 724  |

| 1901 | 1906 | 1911 | 1921 | 1926 | 1931 | 1936 | 1946 | 1954 |
| ---- | ---- | ---- | ---- | ---- | ---- | ---- | ---- | ---- |
| 761  | 848  | 803  | 645  | 679  | 606  | 605  | 511  | 574  |

| 1962 | 1968 | 1975 | 1982 | 1990 | 1999  | 2005  | 2006  | 2010  |
| ---- | ---- | ---- | ---- | ---- | ----- | ----- | ----- | ----- |
| 642  | 763  | 815  | 903  | 924  | 1 022 | 1 195 | 1 238 | 1 344 |

| 2015  | 2020  | 2022  | - | - | - | - | - | - |
| ----- | ----- | ----- | - | - | - | - | - | - |
| 1 495 | 1 434 | 1 464 | - | - | - | - | - | - |

### Enseignement
La commune est rattachée à l'académie de Grenoble.

### Médias
La commune est située dans la zone de distribution de deux organes de la presse écrite :
- L'Hebdo de l'Ardèche

Il s'agit d'un journal hebdomadaire français basé à Valence et couvrant l'actualité de tout le département de l'Ardèche.
- Le Dauphiné libéré

Il s'agit d'un journal quotidien de la presse écrite française régionale distribué dans la plupart des départements de l'ancienne région Rhône-Alpes, notamment l'Ardèche. La commune est située dans la zone d'édition de Privas - Vallée du Rhône.

### Cultes
La communauté catholique et l'église paroissiale (propriété de la commune) sont rattachées à la paroisse Sainte Mère Térésa dont  la maison paroissiale est à Privas. Cette paroisse dépend du diocèse de Viviers.

## Économie
Depuis 1990, une entreprise de fabrication de nylon est implantée sur la commune. Elle emploie 69 salariés en 2025,.

## Culture locale et patrimoine

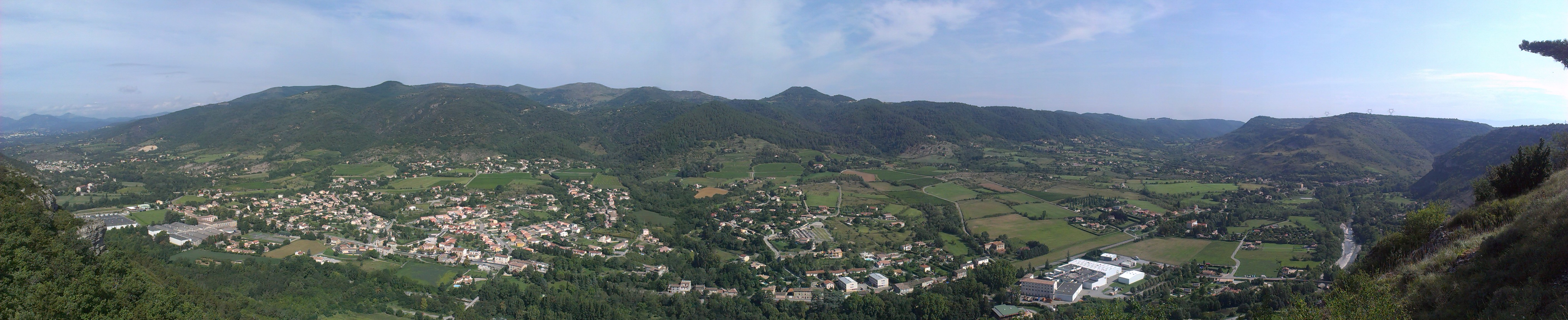
Vue de la commune depuis le château de Saint-Alban.

### Lieux et monuments
- Ancienne église Saint-Julien de Saint-Julien-en-Saint-Alban de style roman se trouve à l'ouest de la commune. Elle est aujourd'hui désaffectée et sert notamment à des expositions.
- Église Saint-Julien de Saint-Julien-en-Saint-Alban.
- Temple protestant de Saint-Julien-en-Saint-Alban.
- Le château de Saint-Alban dominait la commune, sur un piton rocheux. Il en reste aujourd'hui quelques murs, en particulier une tour ronde.
- L'usine Payen, usine de filature du XIXe siècle, se situe à l'entrée du village en venant de Rompon.

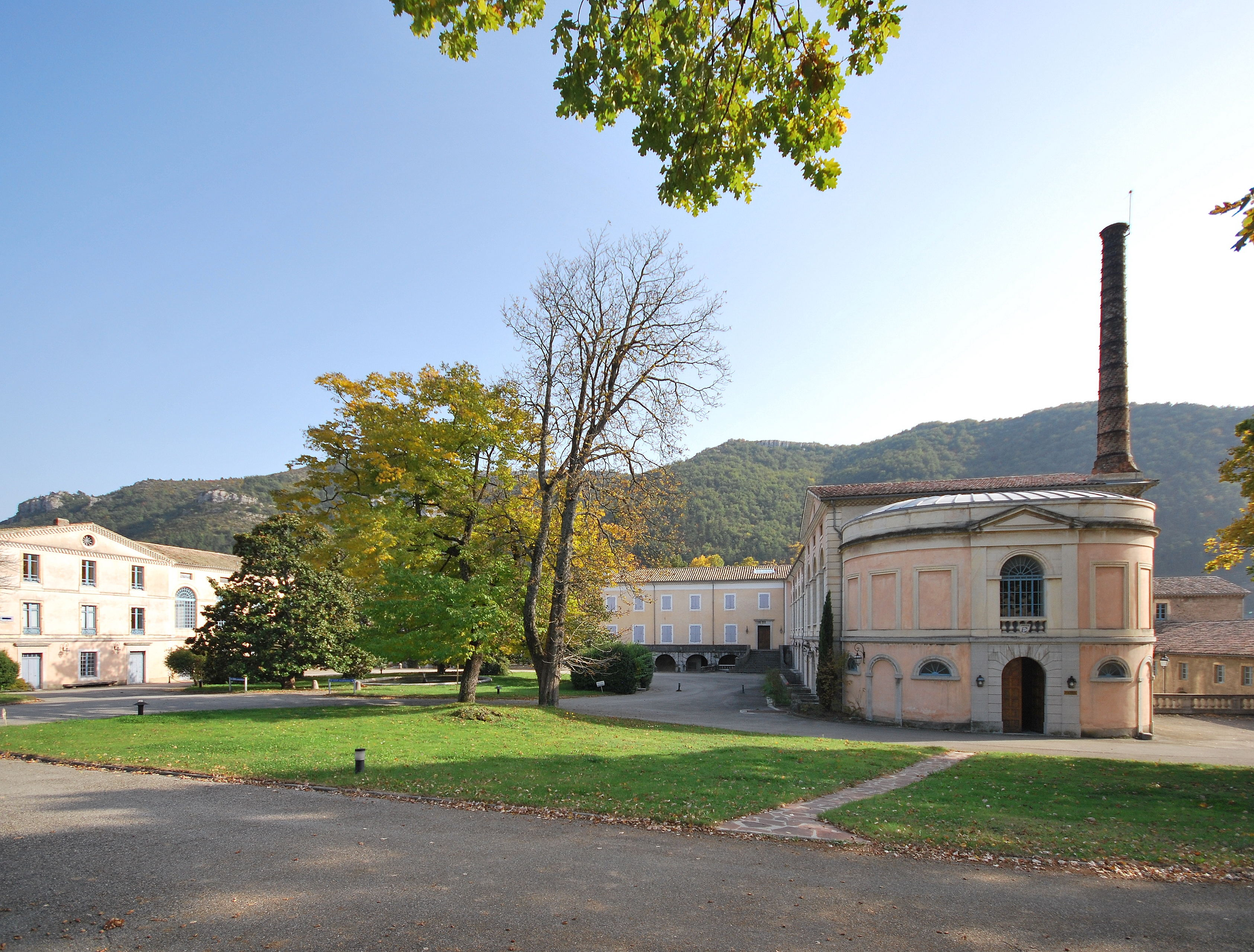
Usine Payen.
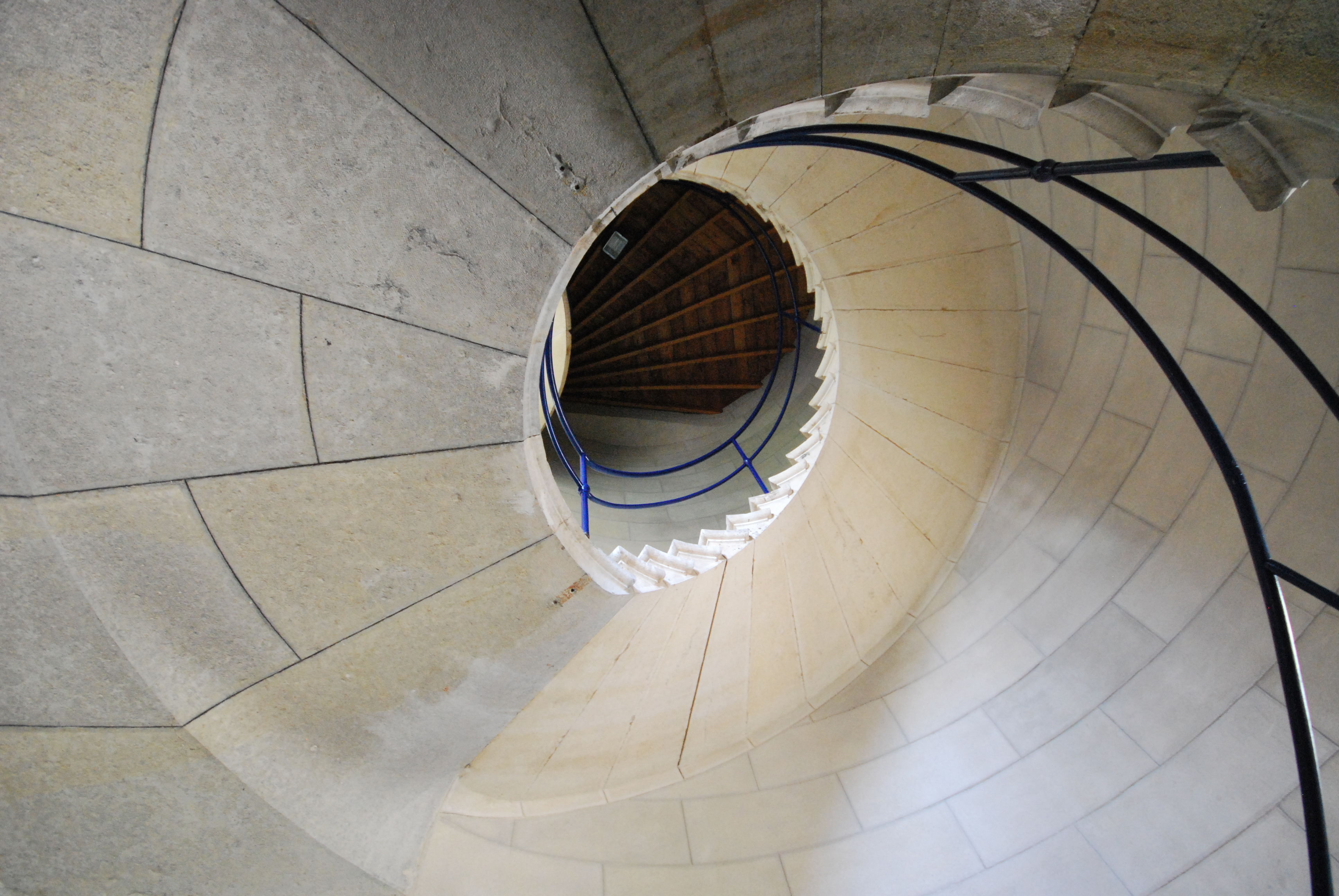
Escalier des bureaux de l'usine.
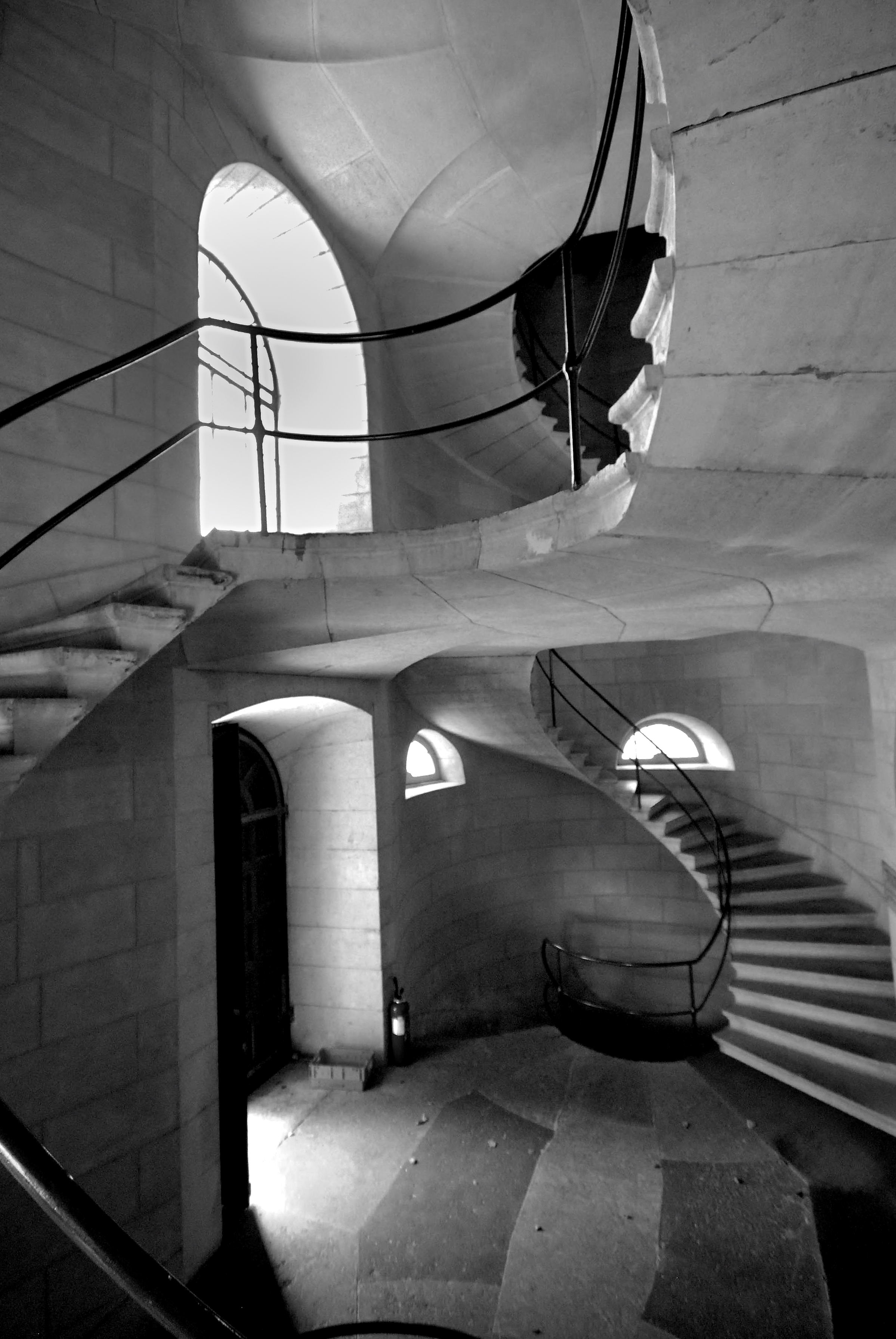
Escalier des bureaux de l'usine.

### Personnalités liées à la commune
- Henri Palix (1864-1936), homme politique né et décédé à Saint-Julien-en-Saint-Alban, député du Rhône en 1898.

### Héraldique
|  | Saint-Julien-en-Saint-Alban possède des armoiries dont l'origine et le blasonnement exact ne sont pas disponibles. |